# Audi R8 (LMP)
Audi R8 (LMP) — серія прототипів автомашин компанії Audi для перегонів 24 години Ле-Мана, де вони з 1999 отримали п'ять перемог. Впродовж 2000–2006 років вони отримали 62 перемоги у 72 перегонах, ставши однією з найуспішніших серій спортивних прототипів усіх часів.

## Історія

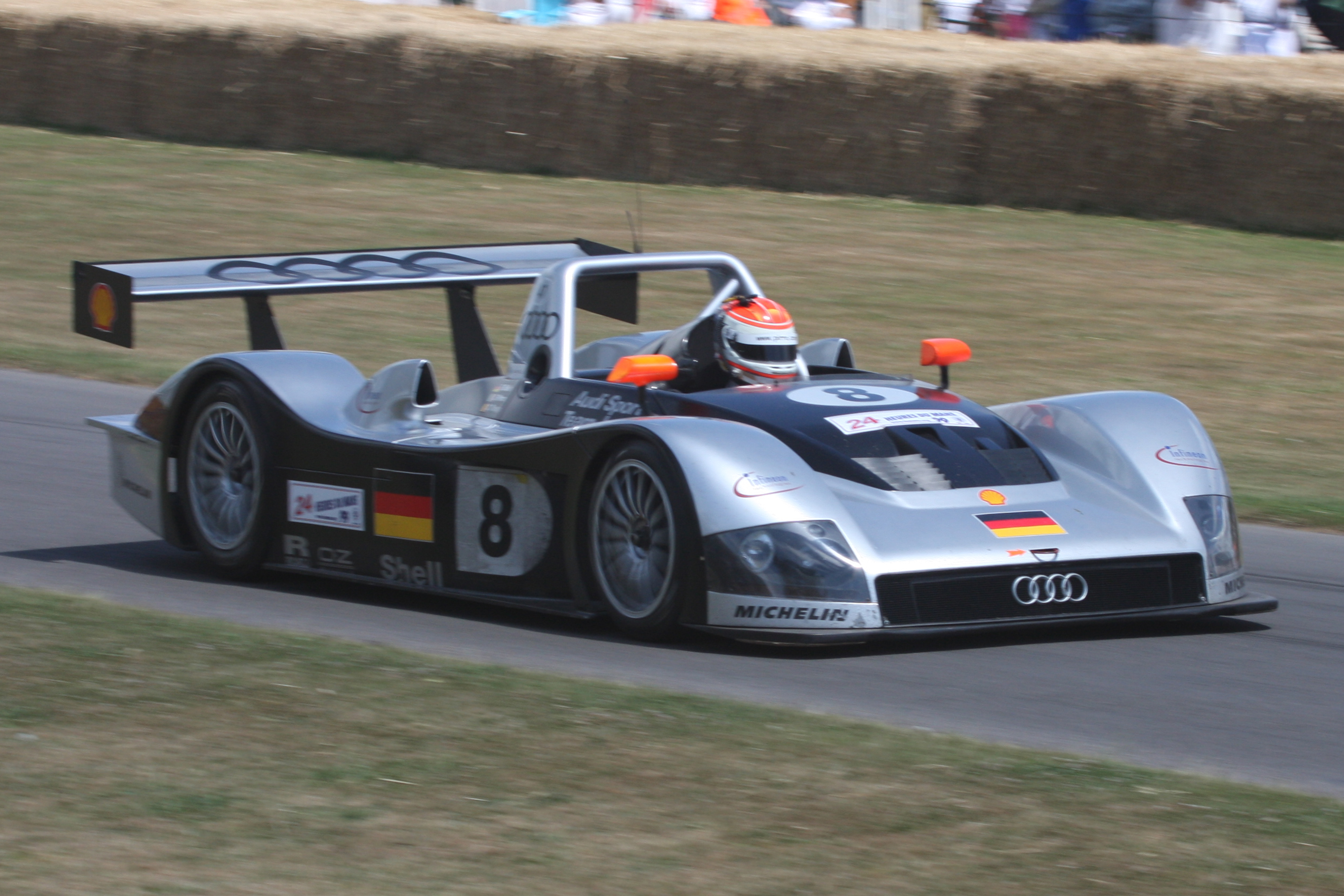
Audi R8R. 1999

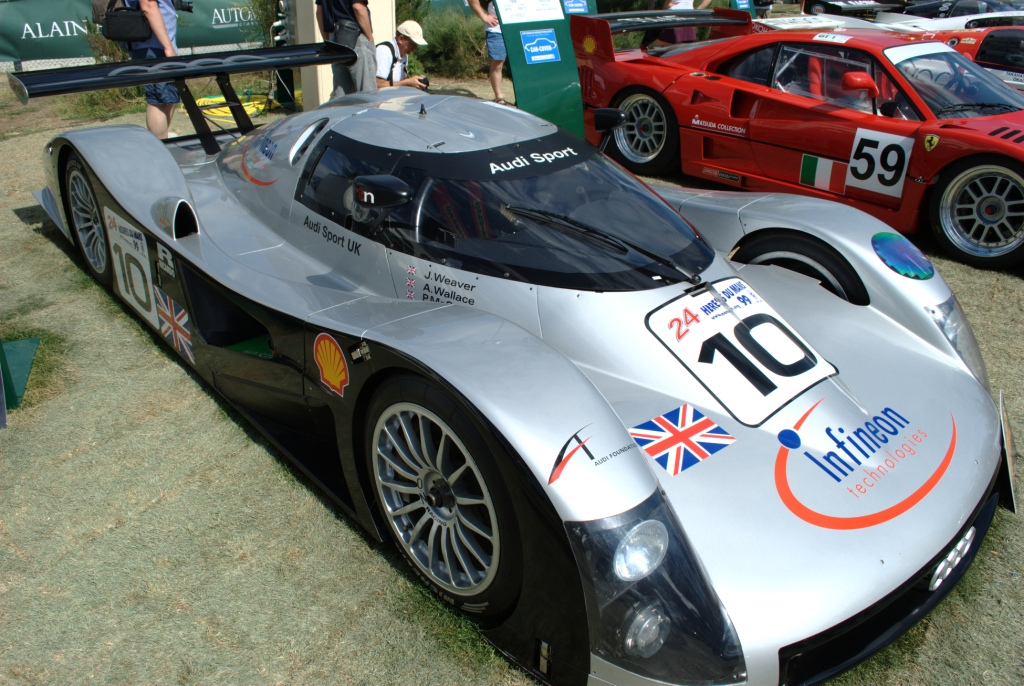
Audi R8C. 1999

У 1997 у компанії Audi вирішили брати участь у перегонах на довгих дистанціях, для чого проекту надали позначення R8 потужністю 550 к.с. і розпочали розробляти мотор V8 з турбонаддуванням. До проектування R8R залучили італійську компанію Dallara з відкритим кузовом родстер. Через внесення змін у регламент перегонів і як альтернативний варіант британська компанія Racing Technology Norfolk розробила модель R8C з кузовом купе.
Команда Joest Racing виступила 1999 у перегонах Себрінгу, 24 години Ле Манс. Де Audi R8C виступив невдало через недоведену конструкцію на відміну від Audi R8R, що зайняли 3 і 4 місця. Завдяки цьому розпочали подальший розвиток модифікації Audi R8R, а на базі Audi R8C згодом розробили Bentley Speed 8. У цей період конкуренти з Mercedes, BMW, Toyota зосередили зусилля на Формулі-1, а розпочала роботу над 10-мотором для нової моделі Porsche Carrera GT.
Нова модифікація Audi R8 успішно стартувала 2000 у перегонах 12 годин Себрінгу, 24 години Ле Мана, американській серії Ле Мана. Лише в дощ на 1000 км Нюрбургрингу фаворити Audi R8, BMW неочікувано поступились передньомоторному Panoz LMP-1.
Не менш успішно Audi R8 (LMP) виступало до 2005, здобувши перемоги у американський і європейських серіях Ле Мана (2001), американській серії та 3 перегонах (2002), американській серії і 3 перегонах (2003, 2005). Найбільш успішним виявився 2004 з перемогами:
- 24 години Ле Ману[en] (потрійна перемога)
- Американська серія Ле Мана (13 перемог у 14 перегонах)
- Європейська серія Ле Ману
- 12 годин Себрінгу
- 1000 км[en] Монца
- 1000 км Нюрбургрингу
- 1000 км Сільверстоун

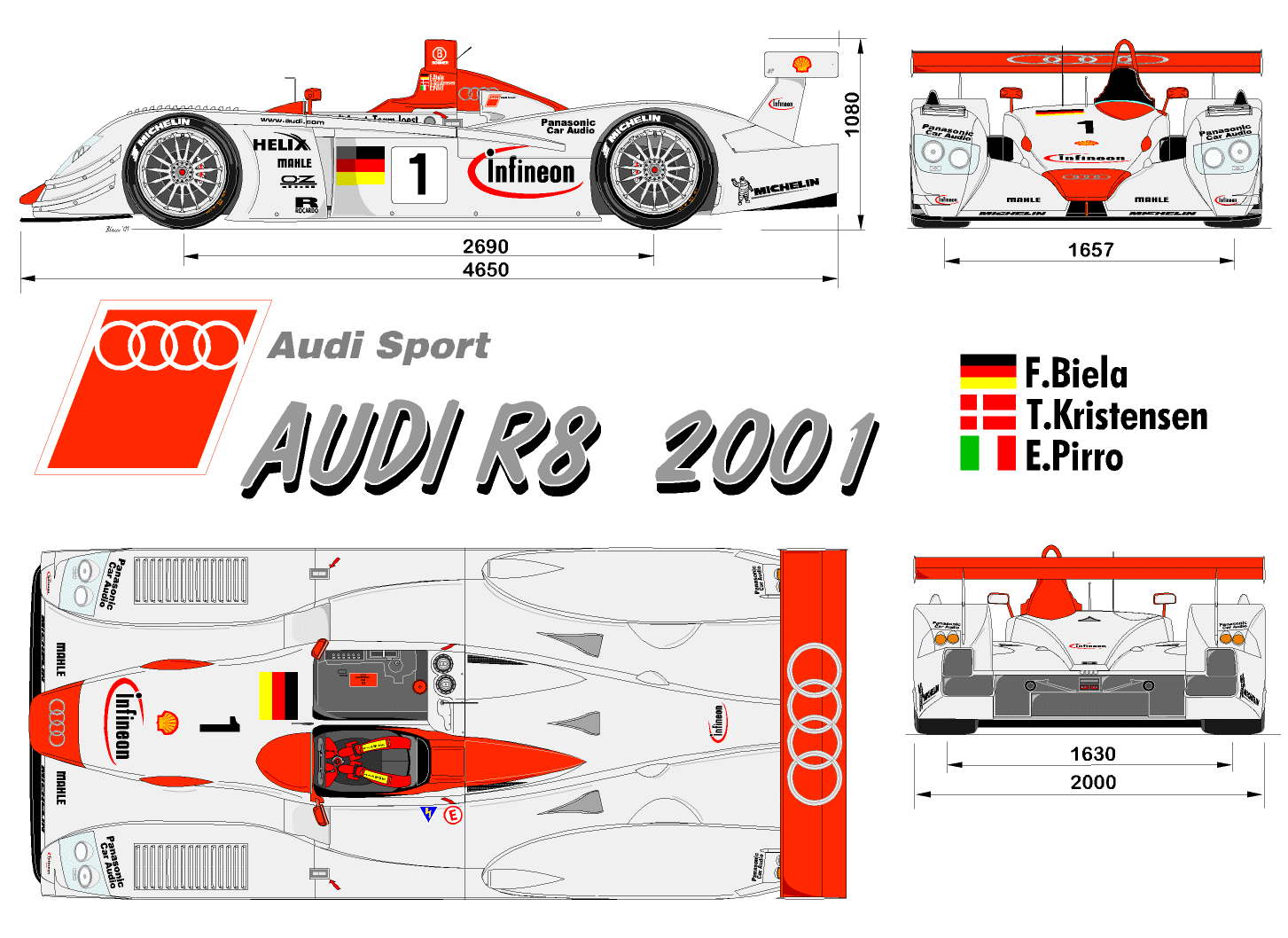
Audi R8 (LMP). 2001

2006 на базі Audi R8 розпочали розробляти нову модель Audi R10 TDI з турбодизелем V12. Наступного року позначення R8 надали спортивному автомобілю Audi R8, серійне виготовлення якого розпочали того року.

## Двигуни
- 3600 см³ FSI V8 520/550/600 к.с.